# Vladimir Leonov (cyclisme)
Pour les articles homonymes, voir Vladimir Leonov.
Vladimir Leonov (né le 25 avril 1937 à Toula) est un coureur cycliste russe soviétique. Il a disputé les épreuves de tandem des Jeux olympiques de 1956 et 1960. Il y a respectivement terminé à la neuvième place avec Rostislav Vargashkine et obtenu la médaille de bronze avec Boris Vassiliev.

## Palmarès
- 1956
  - 9e du tandem des Jeux olympiques de Melbourne (avec Rostislav Vargashkine)
- 1960
  -  Médaillé de bronze du tandem des Jeux olympiques de Rome (avec Boris Vassiliev)